# Crysis 3
Crysis 3 ist ein Computerspiel des deutschen Entwicklerstudios Crytek. Der Ego-Shooter stellt nach Crysis und Crysis 2 den abschließenden Teil der Trilogie dar und ist am 21. Februar 2013 in Deutschland erschienen. Das Spiel nutzt die CryEngine 3 und läuft auf Windows sowie auf den Konsolen Xbox 360 und PlayStation 3.

## Handlung
Crysis 3 spielt im Jahre 2047 im völlig verwucherten und zerstörten New York. In Crysis 2 begeht „Prophet“ Suizid, aber da sein Geist in seinem Nanosuit weiterlebt, wurde der Körper von „Alcatraz“ mit seinem Geist verbunden. Man untersucht zusammen mit seinem alten Freund Psycho im Libertydome, einer über New York errichteten Kuppel zum Einsperren des Manhattan-Virus und der Ceph, die Aktivität der C.E.L.L., einer Elite-Privatarmee von Crynet Systems. Inzwischen wurden alle anderen Träger eines Nanosuits aus diesen herausgeschnitten, jedoch sind sehr viele Nanosuit-Träger aufgrund eines Schocks durch die schmerzhafte Prozedur gestorben. Psycho wurde ebenfalls aus seinem Anzug herausgeschnitten. Mittlerweile besitzt C.E.L.L ein Monopol in der Energieversorgung. Sie produzieren die Energie in einer Anlage im Nanodome. Dies will man zunächst verhindern, doch hat Prophet immer wieder Visionen, ausgelöst durch die Ceph. Wie der Spieler später herausfindet, wird die Energie im Nanodome aus dem Alpha-Ceph gewonnen. Dieser wird dann durch den Spieler freigelassen und der letzte Kampf mit den Ceph beginnt. Am Ende tötet der Spieler den Alpha-Ceph, doch wird man durch ihn in den Weltraum geschleudert. Dort schießt man mit einer C.E.L.L.-Orbitalwaffe auf ein Ceph-Mutterschiff, das durch ein Wurmloch den Erdorbit betritt. Dieses wird dadurch zerstört und die Ceph sind vernichtet. Der Spieler wird in einer Sequenz zurück auf die Erde geschleudert. Danach folgt ein Abspann, in dem sich der Anzug in die Gestalt von „Prophet“ verwandelt, da sich die Naniten des Anzuges nun in jede erdenkliche Form verwandeln können.

## Spielprinzip

### Mehrspieler
Der Mehrspielermodus enthält insgesamt zwölf Karten, welche mit acht Spielmodi bespielbar sind. Es gibt unter anderem die Modi Team-Deathmatch (Zwei Teams mit jeweils 8 Spielern treten gegeneinander an und wer am schnellsten eine bestimmte Anzahl von Gegnern tötet, gewinnt), Jäger (14 Spieler kämpfen gegen zwei mit Nanosuit und Bogen bestückte Hunter und müssen solange wie möglich überleben. Werden sie von einem Hunter getötet, dann werden sie selbst zu einem) und Absturzstelle (die Teams müssen einen zufällig auf der Karte platzierten Punkt dauerhaft einnehmen, um Punkte zu bekommen. Wer die höhere Punktzahl nach einer bestimmten Zeit erreicht hat, gewinnt).

## Systemanforderungen (PC)
Systemanforderungen für 1920 × 1080, Sehr hohe Details, MSAA 4x
Grafikkarte: Geforce GTX 680 oder Radeon HD 7970 GHz Edition
Prozessor: Intel Core i5 3570k oder AMD FX 4170
Arbeitsspeicher: 8,0 GB
Systemanforderungen für 1920 × 1080, Hohe Details, SMAA 4x
Grafikkarte: Geforce GTX 570 oder Radeon 6870
Prozessor: Intel Core i3 530 oder AMD Phenom II X2 564
Arbeitsspeicher: 4,0 GB
Systemanforderungen für 1920 × 1080, Niedrige Details, Keine Kantenglättung
Grafikkarte: Geforce GTS 450 oder Radeon HD 5770
Prozessor: Intel Core 2 Duo E6600 oder AMD Athlon 64 X2 5000+
Arbeitsspeicher: 2,0 GB

## Entwicklung
Anders als noch Crysis 2 ist Crysis 3 Teil des Gaming-Evolved-Programms von AMD. Dementsprechend wurde dem Entwickler Crytek durch den Grafikspezialisten aus Sunnyvale bei der Entwicklung des Spiels etwas unter die Arme gegriffen. Crytek verwendet wie schon in Crysis 2 die CryEngine 3, diese wurde in einigen Bereichen verbessert.

### Beta
Die Open-Beta startete am 29. Januar 2013 und endete am 12. Februar. Diese ließ sich, mit maximal 16 Spielern, auf zwei Maps und in den Spielmodi Absturzstelle und Jäger spielen.

## Kritik
Das Magazin GBase.ch hat Crysis 3 eine Wertung von 8,0 verliehen. Im Testbericht wurden vor allem die opulente Grafik, die kinoreife Musik sowie der Mehrspielermodus gelobt. Im Gegenzug wurden beispielsweise die etwas kurze Kampagne und die vorhersehbare Handlung bemängelt.
Bei MobyGames besitzt Crysis 3 eine durchschnittliche Wertung von 77 von 100 Punkten für die PlayStation-3-Version, 74 von 100 Punkten für die Windows- und 78 von 100 Punkten für die Xbox-360-Version.

## Fortsetzung
Am 26. Januar 2022 gab Crytek bekannt an einem Nachfolger zu arbeiten. Anfang 2025 wurde im Zuge von Entlassungen bei Crytek öffentlich, dass die Entwicklung an Crysis 4 bereits im dritten Quartal 2024 eingestellt wurde.